# Wirolegi
Wirolegi is een bestuurslaag in het regentschap Jember van de provincie Oost-Java, Indonesië. Wirolegi telt 12.222 inwoners (volkstelling 2010).